# Санне, Тони
Антони «Тони» Санне (англ. Tony Sanneh; род. 1 июня 1971, Сент-Пол) — американский футболист, участник Чемпионата мира по футболу 2002 года. Победитель Золотого кубка КОНКАКАФ 2005 года.
Выступал за ряд американских клубов, в том числе за Лос-Анджелес Гэлакси, а также за клубы немецкой бундеслиги — Нюрнберг и Герту.
В 2003 году основал занимающуюся развитием молодёжи организацию «The Sanneh Foundation»